# RENFE 334 sorozat
A RENFE 334 sorozat egy spanyol Bo'Bo' tengelyelrendezésű, széles nyomtávolságú dízelmozdony-sorozat. A sorozat 2004-ben lett megrendelve, majd 2006 és 2008 között gyártotta a Vossloh España és a francia Alstom a RENFE részére. Összesen 28 darab készült a sorozatból.